# Bania (kast)
Bania eller baniya är en indisk kast som fått sitt namn efter ordet vanij som på sanskrit betyder handlare. Kasten härstammar från Gujarat och Rajastan men finns även i andra delar av norra och västra Indien.
Inom det ursprungliga hinduiska systemet med fyra varna-kaster tillhör bania kategorin vayshia, som förknippas med handel och penningutlåning. Inom kasten bania finns flera underkaster, bland andra agarwal, porwal (parwar), maheshwari, khandelwal och oswal. Baniakasten är en av de dominerande grupperna inom det indiska bankväsendet och inom informell penningutlåning. Även affärsmän och penningutlånare med jainsk religion kan kallas bania, bland dem den viktiga finanssläkten Birla.
I flera indiska språk används termen baniya eller motsvarande för penningutlånare oavsett kast.